# Eve Arden
Eve Arden (ur. 30 kwietnia 1908 w Mill Valley, Kalifornia, zm. 12 listopada 1990 w Los Angeles) – amerykańska aktorka.

## Wybrana filmografia
- 1986: Looney Tunes 50th Anniversary jako ona sama
- 1983: Alice in Wonderland jako Królowa kier
- 1982: Grease 2 jako Dyrektor McGee
- 1982: Pandemonium jako Warden June
- 1981: Hotel "Tęcza" jako Księżna
- 1981–1990: Falcon Crest
- 1980: Sprzedawcy marzeń jako Coralee
- 1978: Grease jako Dyrektor McGee
- 1977–1986: Statek miłości
- 1975: Najsilniejszy mężczyzna na świecie jako Harriet
- 1969: In Name Only jako Ciotka Theda Reeson
- 1967–1969: Mothers-In-Law, The jako Eve Hubbard
- 1965: Sergeant Dead Head jako Porucznik Charlotte Kinsey
- 1964–1968: Man from U.N.C.L.E., The jako Profesor Lillian Stemmler
- 1960: Ciemność na szczycie schodów jako Lottie Lacey
- 1959: Anatomia morderstwa